# Íbex de Sibèria
L'íbex de Sibèria (Capra sibirica) és una espècie de cabra que viu a l'Àsia central i l'Àsia Boreal. Anteriorment es creia que era una subespècie de la cabra dels Alps. Se'l troba a l'Afganistan, la Xina, l'Índia, el Kazakhstan, el Kirguizstan, el Tadjikistan, l'Uzbekistan, Mongòlia, el Pakistan i Rússia.